# Schloss Bizy

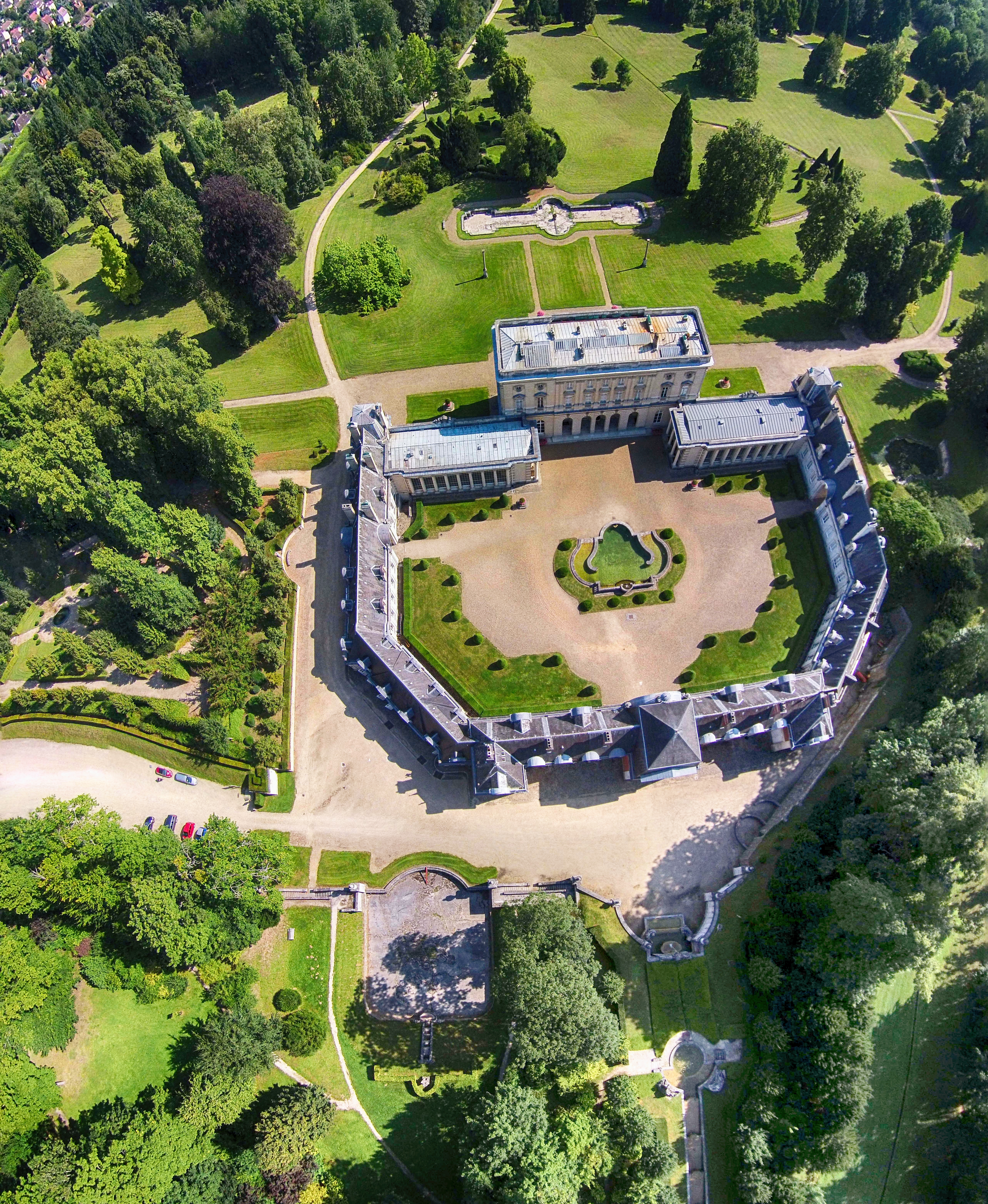
Luftaufnahme des Schlosses Bizy

Das Schloss Bizy (französisch Château de Bizy) ist eine Schlossanlage am südlichen Rand der französischen Stadt Vernon in der Region Normandie. Wegen seiner Ähnlichkeit zum Königspalast in Versailles wurde es im 18. Jahrhundert Klein-Versailles (französisch Petit-Versailles) genannt.
Die Anlage geht auf ein Renaissanceschloss zurück, das der französische Marschall Charles Louis Auguste Fouquet in der ersten Hälfte des 18. Jahrhunderts durch einen großzügigen Neubau im Stil des Barocks ersetzen ließ. Während der Französischen Revolution konfisziert und teilweise abgerissen, kam es Anfang des 19. Jahrhunderts in den Besitz des Generals Wilhelm von Le Suire, der das abgerissene Hauptschloss durch ein einfaches Landhaus ersetzten ließ. Dieses wurde 1860 erneut niederlegt, um einem neoklassizistischen Corps de Logis Platz zu machen. Der Bauherr, Fernand de Schickler, vermachte das Schloss 1909 seinem Neffen aus dem Haus der Herzöge von Albufera. Diese Familie ist heute noch Eigentümerin der Anlage.
Das Corps de Logis ist eines der wichtigsten Werke des Zweiten Kaiserreichs. Zusammen mit den Pferdeställen und einem Teil des Schlossparks wurde es am 1. Juli 1974 als klassifiziertes Monument historique unter Denkmalschutz gestellt. Am 4. März 1996 folgte die Aufnahme des restlichen Parks in die französische Denkmalliste. Das Schloss steht Besuchern von April bis Oktober täglich außer montags offen. Die Innenräume sind nur im Rahmen einer Führung zu sehen, der Schlosspark kann jedoch selbständig erkundet werden. Außerdem besteht die Möglichkeit, einige Räumlichkeiten für Veranstaltungen zu mieten, darunter die Orangerie im Park.

## Geschichte
Im Mittelalter gehörte Bizy den Herren von Blaru, ab dem 14. Jahrhundert war es Besitz der Familie Jubert. 1675 wurde dieser für Michel-André Jubert de Bouville zum Marquisat erhoben. Schon zu jener Zeit war ein kleines Schloss Mittelpunkt der Domäne. Der langgestreckte, niedrige Bau besaß ein Schieferdach und an beiden Enden zwei etwas höhere Pavillons. Nicolas André Jubert de Bouville verkaufte ihn mitsamt der dazugehörigen Ländereien im Jahr 1718/1721 an Charles Louis Auguste Fouquet, den Grafen und späteren Herzog von Belle-Isle. Er war ein Enkel Nicolas Fouquets und veranstaltete in Bizy – wie sein Großvater schon ein Jahrhundert zuvor auf Schloss Vaux-le-Vicomte – rauschende Feste. Zu einem dieser Anlässe waren am 21. September 1749 auch König Ludwig XV. und seine Maitresse en tître, Madame de Pompadour, auf Bizy zu Gast. Das Anwesen ließ Fouquet grundlegend verändern. Den bisherigen Schlossbau ersetzte er ab 1728 durch einen prächtigen und größeren Neubau und fügte ihm 1742 einen großzügigen Marstall hinzu. Die Entwürfe für die neuen Gebäude lieferte Pierre Contant d’Ivry, Architekt des Königs und später des Regenten Philippe II. de Bourbon, duc d’Orléans. Schon ab 1723 ließ der neue Schlossherr den bereits vorhandenen Schlosspark vergrößern und verändern. In der Zeit von 1723 bis 1724 wurde die Avenue des Capucins, eine über 1,5 Kilometer lange, gerade Ulmenallee, angelegt, die das Schloss mit dem Ort Vernon verband und bis zur Seine reichte. Die neue Gestaltung des Gartens und des Parks erfolgte nach Plänen von Jean Charles Garnier d’Isle und Claude Desgots, dem Neffen André Le Nôtres. Sie hatten einen prächtigen französischen Garten entworfen, der statuenbesetzte Parterres, Brunnen, Fontänen, und Wasserspiele sowie Kaskaden besaß.

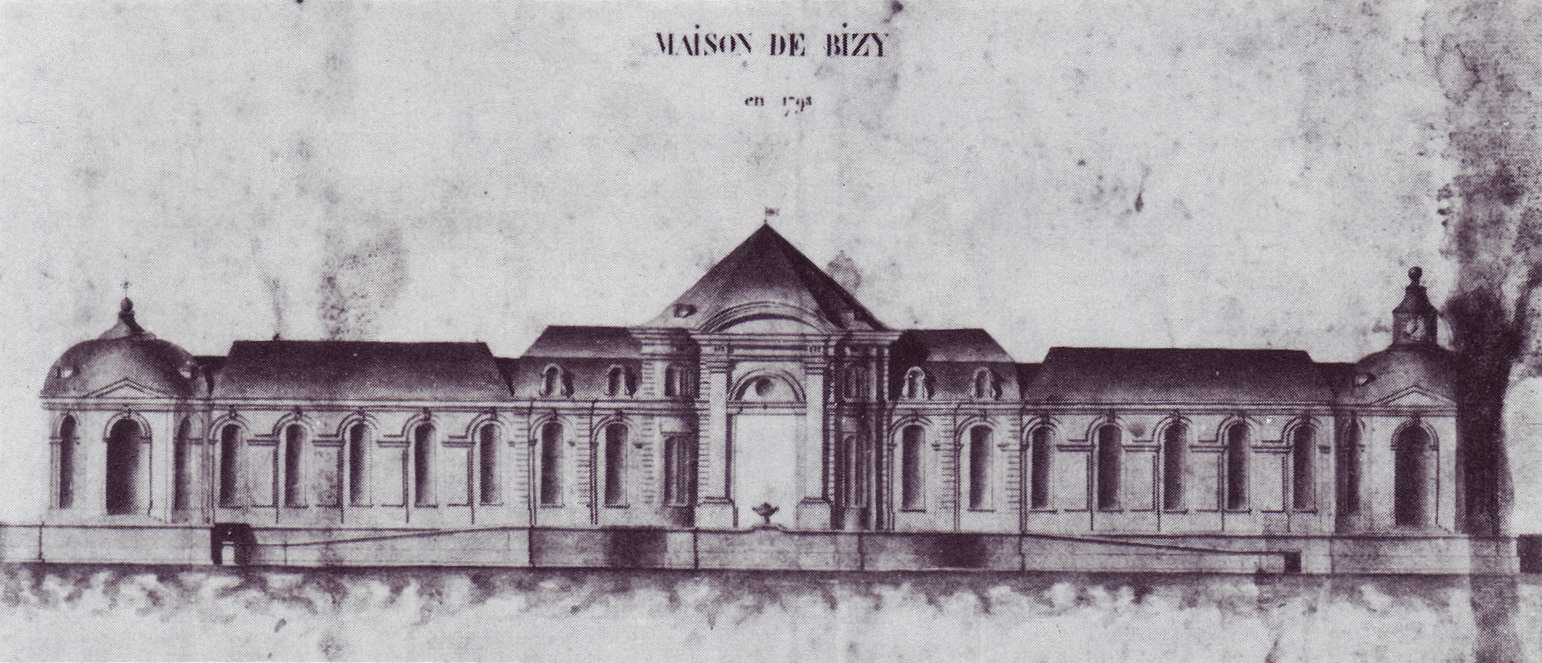
Abbildung des Schlosses Bizy im Jahr 1793

Bei seinem Tod im Jahr 1761 hinterließ der gerade zum Kriegsminister ernannte Fouquet das Schloss Bizy, wie alle anderen Immobilien auch, dem Königshaus, allerdings lasteten große Schulden auf dem Besitz. Der König tauschte Bizy 1767 mit Louis Charles de Bourbon, dem Grafen von Eu, gegen dessen Fürstentum Dombes. Der Graf nahm keine Veränderungen am Schloss vor, ersetzte aber die Ulmen an der Avenue des Capucins durch Linden und vermachte den Besitz 1775 seinem Cousin Louis Jean Marie de Bourbon, dem Herzog von Penthièvre und letzten legitimen Enkel des Sonnenkönigs Ludwig XIV. Bizy gehörte mit Anet zu dessen beliebtesten Residenzen, und er nutzte das Anwesen ab 1783 sehr regelmäßig für längere Aufenthalte. Der Herzog starb dort im Jahr 1793. Bizy ging als Erbe an seine Tochter Louise Marie Adélaïde, die durch ihre Heirat mit Louis-Philippe II. Joseph de Bourbon Herzogin von Orléans geworden war. Weil zwei ihrer Söhne während der Französischen Revolution aus Frankreich geflohen waren, wurde sämtlicher Besitz der Familie, und damit auch das Schloss Bizy, im Prairial des Jahres VI (1797) konfisziert und auf Abriss verkauft. Es kam an Grundstücksspekulanten, die das Hauptschloss niederlegen ließen, um das Abrissmaterial zu verkaufen. Die übrigen Gebäude und der Park mit seinen Wasseranlagen verfielen in der Folgezeit.

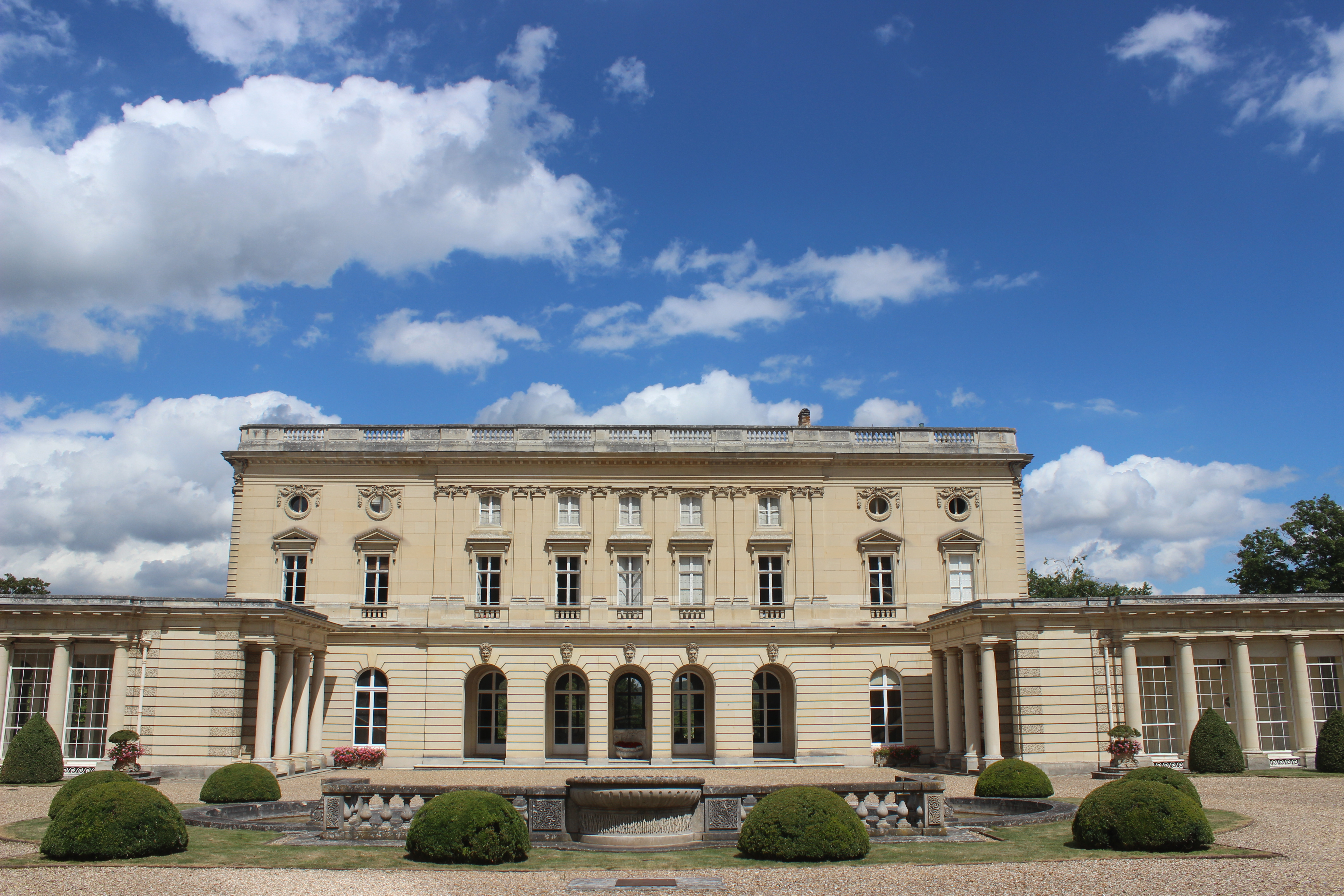
Das 1860 erbaute Corps de Logis ist der jüngste Teil des Schlosses

1805 erwarb der General Wilhelm von Le Suire das Anwesen und wurde 1808 zum Baron von Bizy erhoben. Er ließ anstelle des abgerissenen Kernschlosses einen einfachen Landsitz errichten. 1817 kaufte die Herzogin von Penthièvre das Schloss zurück und vererbte es bei ihrem Tod 1821 ihrem Sohn Louis-Philippe. Dieser hielt sich oft in Bizy auf und ließ die Schlossgebäude instand setzen sowie diverse Veränderungen an der Anlage vornehmen. Dazu zählte zum Beispiel die Vergrößerung des Landhauses, indem diesem um 1822 zwei niedrige Seitenflügel angefügt wurden. Außerdem ließ er den heruntergekommenen französischen Garten in einen englischen Landschaftsgarten umwandeln. Die von Louis Charles de Bourbon gepflanzten Lindenalleen wurden bei der Umgestaltung beibehalten.
1858 wurde das Schloss – wie aller Besitz der Familie Orléans – durch Napoleon III. erneut konfisziert und als Nationalgut am 15. Februar 1858 versteigert. Neuer Eigentümer wurde der Baron Fernand de Schickler, der damalige Bürgermeister von Vernon. Er ließ das von Le Suir errichtete Gebäude abreißen, um es 1860 durch ein neoklassizistisches Corps de Logis ersetzen zu lassen. Der Aufbau des neuen Gebäudes lehnte sich stark an die Villa Albani in Rom an, während das Dekor im Stil des Louis-seize gehalten war. Die Pläne dazu stammten von dem Architekten William Henry White. Schickler hinterließ das Anwesen bei seinem Tod 1909 seinem Neffen Louis Joseph Suchet, dem späteren vierten Herzog von Albufera, und dessen Frau. Das Paar ließ die Gebäude des 18. Jahrhunderts instand setzen und stellte den Schlosspark wieder her. Außerdem ließ es den Ehrenhof schließen, indem es den Pferdeställen zwei Seitenflügel anfügte. Das Schloss Bizy ist heute immer noch Eigentum der herzoglichen Familie und wird als deren Wohnsitz genutzt.

## Beschreibung
Die Schlossanlage besteht aus einem neoklassizistischen Corps de Logis aus der zweiten Hälfte des 19. Jahrhunderts und einer hufeisenförmigen Vorburg, die sich dem Logis in südwestlicher Richtung anschließt. Die Gebäude umschließen einen Ehrenhof, in dessen Mitte ein Pferdebad aus dem 18. Jahrhundert liegt. Da die einzelnen Flügel des Schlosses aus verschiedenen Epochen stammen, macht die Anlage baulich einen uneinheitlichen Eindruck. Sie liegt inmitten eines Landschaftsparks.

### Vorburg

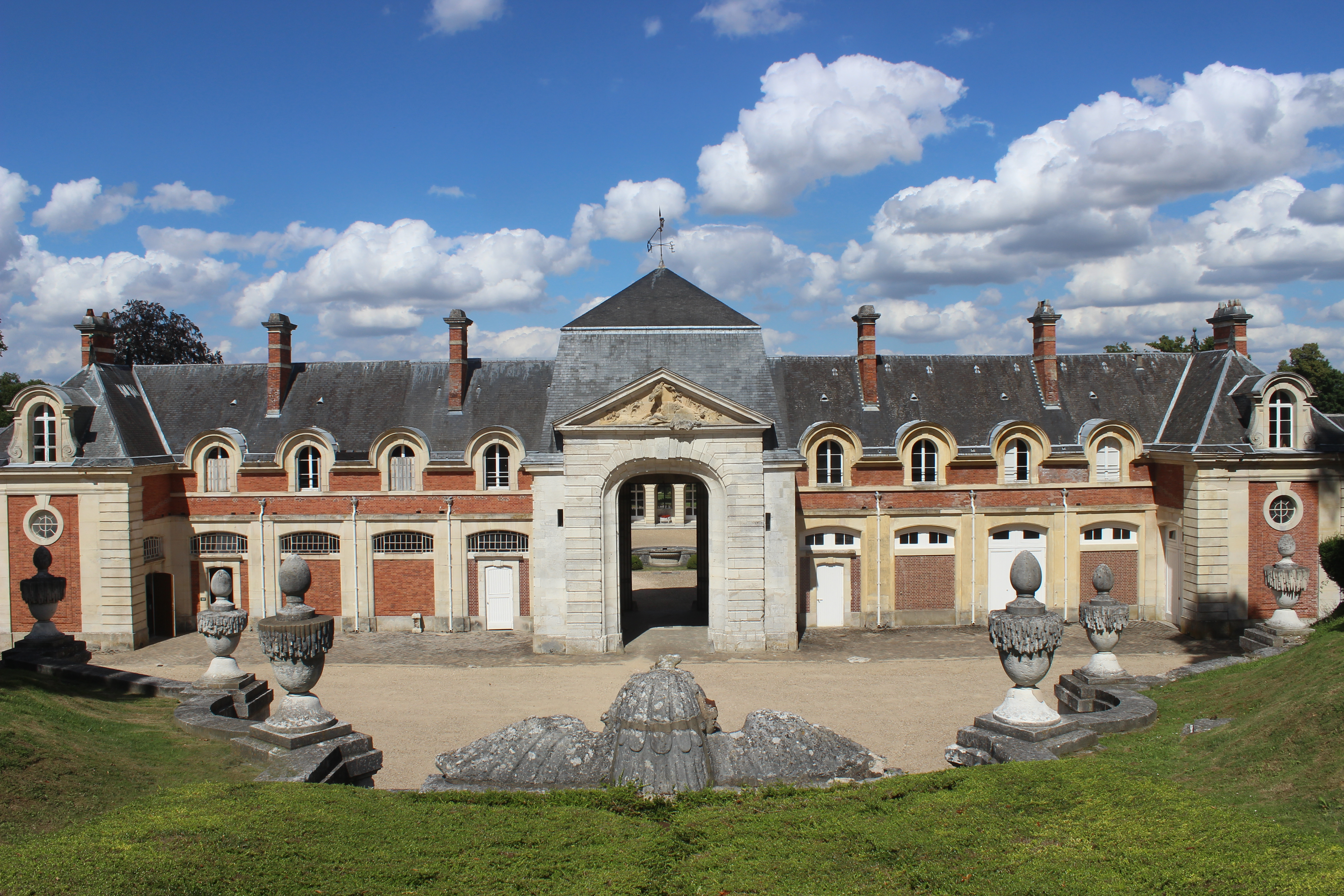
Eingangsflügel der Pferdeställe, Ansicht von außen

Die Trakte der dreiflügelige Vorburg gruppieren sich in etwa halbkreisförmig um den Ehrenhof. Sie stammen aus dem 18. sowie frühen 20. Jahrhundert und wurden aus Kalkstein errichtet. Alle Flügel besitzen Dächer, die mit Schieferschindeln gedeckt sind. Einen Großteil des Innenraums belegen die einstigen Pferdeställe des Schlosses, in denen heute eine Sammlung von Kutschen und Kaleschen präsentiert wird. Auf die ehemalige Nutzung des Marstalls weist ein Relief im rundbogigen Giebelfeld des Torbaus in der Mitte des südwestlichen Vorburgflügels hin. Es zeigt sich aufbäumende Pferde. Die Pferdeställe sind gemeinsam mit einigen Brunnenfiguren und dem Pferdebad im Hof die einzigen Bauteile aus der Anfangszeit des Schlosses und damit die älteste erhaltene Bausubstanz der Anlage.

### Logis

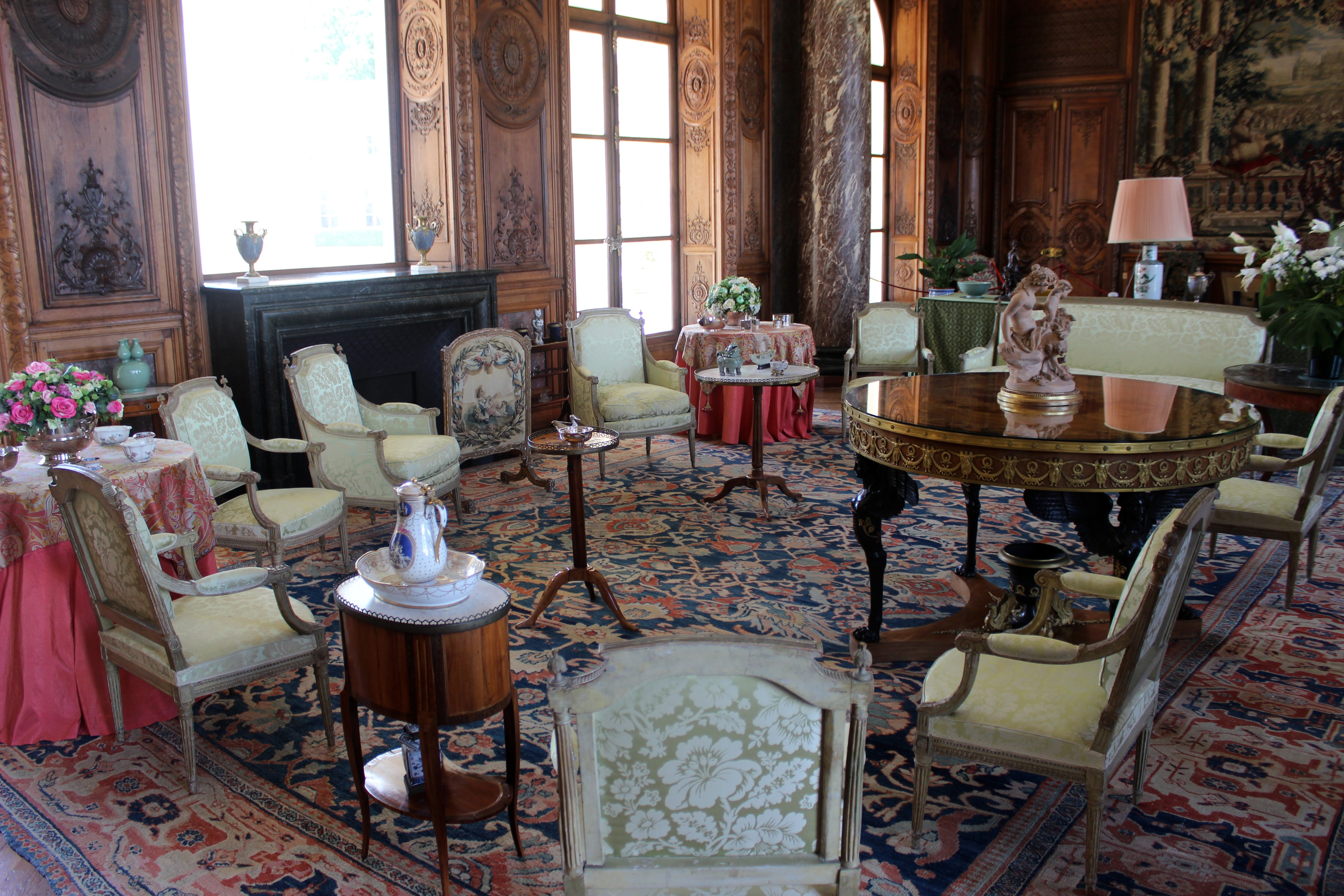
Großer Salon

Das Logis besteht aus einem unter dem Baron Fernand de Schickler errichteten Corps de Logis aus dem Jahr 1860 und zwei sich daran an den Schmalseiten in gleiche Richtung anschließenden niedrigen Seitenflügeln mit abschließenden Eckpavillons, die schon früher unter Louis-Philippe I. errichtet worden sind. Die zweieinhalb Geschosse des Mittelbaus sind von einem flachen Walmdach bedeckt, das hinter einer steinernen Balustrade versteckt ist. Das erste Obergeschoss diente als Beletage, darüber liegt ein niedriges Mezzanin, dessen Ochsenaugen halb von Festons und Blattwerk umgeben sind. Die hofseitige Fassade ist im Erdgeschoss rustifiziert und weist eine offene Galerie auf. Der Bereich der oberen Etagen ist durch ionische Pilaster vertikal gegliedert. Auf der südöstlichen Gartenseite ist der Beletage ein Balkon vorgesetzt, der von dorischen Säulen im Erdgeschoss getragen wird. In den beiden Obergeschossen finden sich an der Fassade ionische Säulen als vertikale Gliederung.
Kunsthistorisch bedeutend ist der Große Salon (französisch Grand salon) im Zentrum der Beletage. Schon beim Bau des Gebäudes wurde besonders auf die Gestaltung dieses Raumes geachtet, sodass wertvolle Régence-Boiserien aus dem 18. Jahrhundert dort angebracht werden konnten. Die Täfelung aus Eichenholz stammt ursprünglich aus dem 1840 abgerissenen Schloss Bercy am Stadtrand von Paris. Weitere wertvolle Ausstattungsstücke des Raums sind zwei Tapisserien aus der Gobelin-Manufaktur. Einer der Wandbehänge gehört zu der Serie Königliche Häuser (französisch Maisons royales), die nach Kartons von Charles Le Brun gefertigt wurde. Er zeigt das königliche Schloss Chambord. Zum Mobiliar des Salons zählen unter anderem eine Lackkommode mit vergoldeten Bronzebeschlägen aus der Zeit Ludwigs XV., eine Harfe aus dem Besitz der holländischen Königin Hortense de Beauharnais und ein großer Guéridon mit Marketerien, der ein Geschenk Napoleon Bonapartes an Louis Gabriel Suchet, den ersten Herzog von Albufera, war. Im benachbarten Blauen Salon (französisch Salon bleu) hängen zahlreiche Familienporträts aus der Kaiserzeit.

### Schlosspark
Schloss Bizy liegt inmitten eines großen Parks, der aus zwei Teilen besteht: dem sogenannten Großen Park (französisch Grand Parc) und dem Kleinen Park (französisch Petit Parc). Der Große Park ist ein rund 10 km² großes Waldgebiet, das von zahlreichen gradlinigen und zum Teil strahlenförmig angelegten Wegen durchzogen ist und bereits im 18. Jahrhundert von Charles Louis Auguste Fouquet de Belle-Isle angelegt wurde. Zu jener Zeit diente es vor allem als Jagdgebiet. Der Kleine Park war hingegen der eigentliche Schlossgarten, der heute als englischer Landschaftsgarten gestaltet ist. Er ging aus einem Barockgarten des 18. Jahrhunderts hervor, der wiederum auf einem kleinen Schlosspark des 16. Jahrhunderts mit Orangerie, kleinem Wald, Gemüsegarten, Gartenparterres, Wasseranlagen und einem Eiskeller basierte. Der barocke Ursprung des heutigen Landschaftsgartens ist noch deutlich durch die erhaltenen Wasserspiele, Brunnen mit Fontänen und geradlinigen Wegen erkennbar. Besonders deutlich wird dies bei der von rund 560 Linden gesäumten Avenue des Capucins, an deren Rändern über 200 Jahre alte Bäume in Doppelreihen stehen.

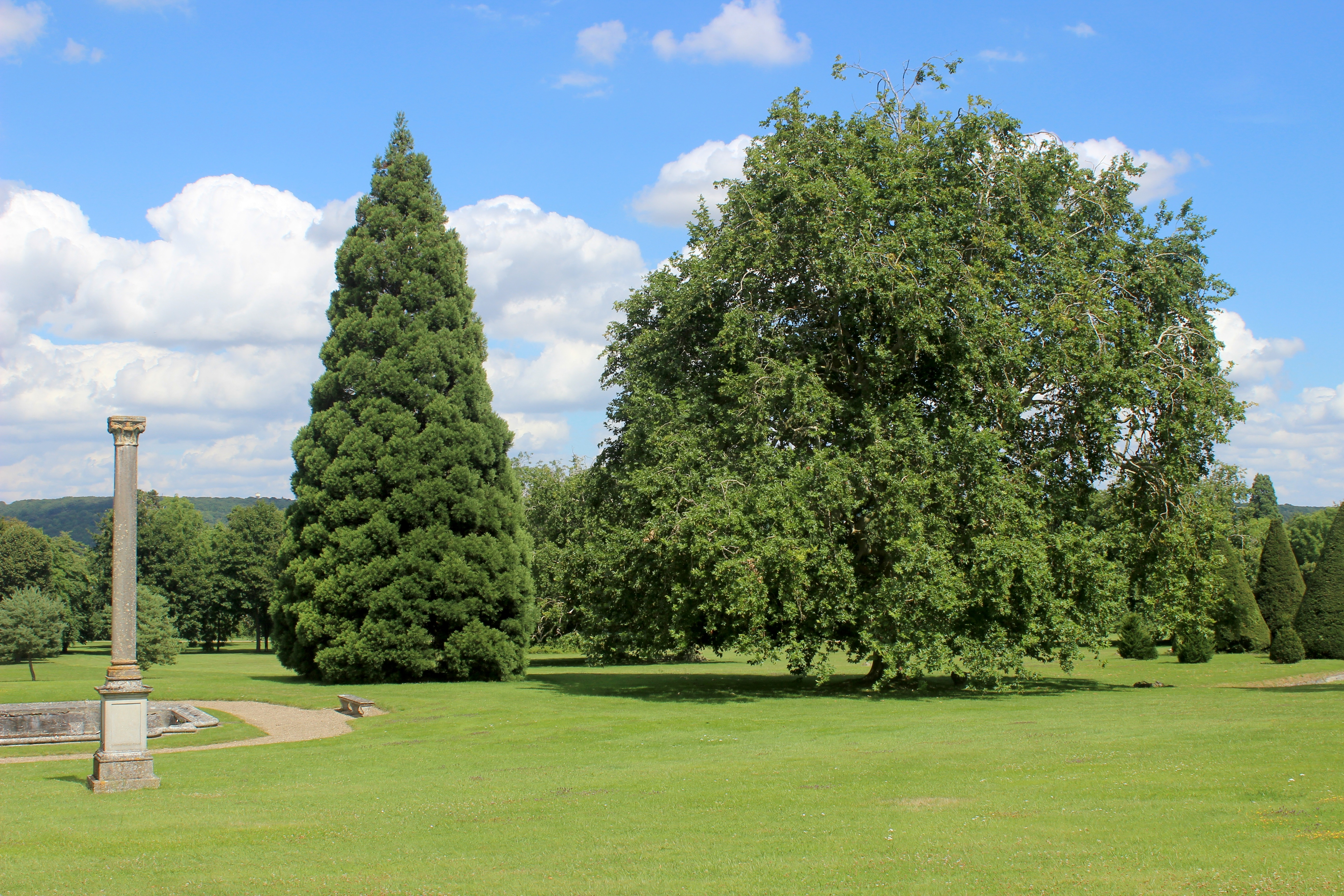
Partie im Landschaftsgarten
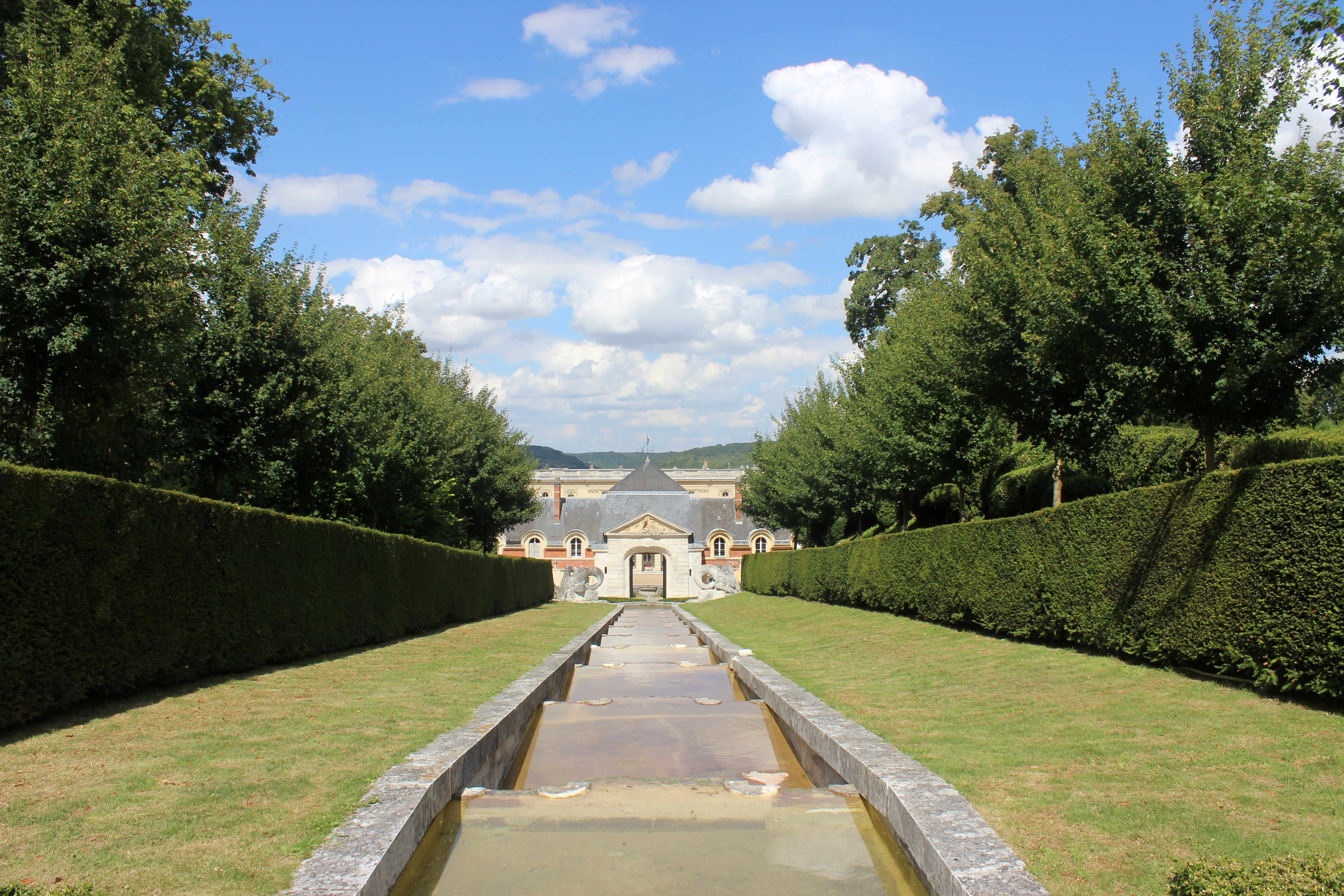
Kaskade
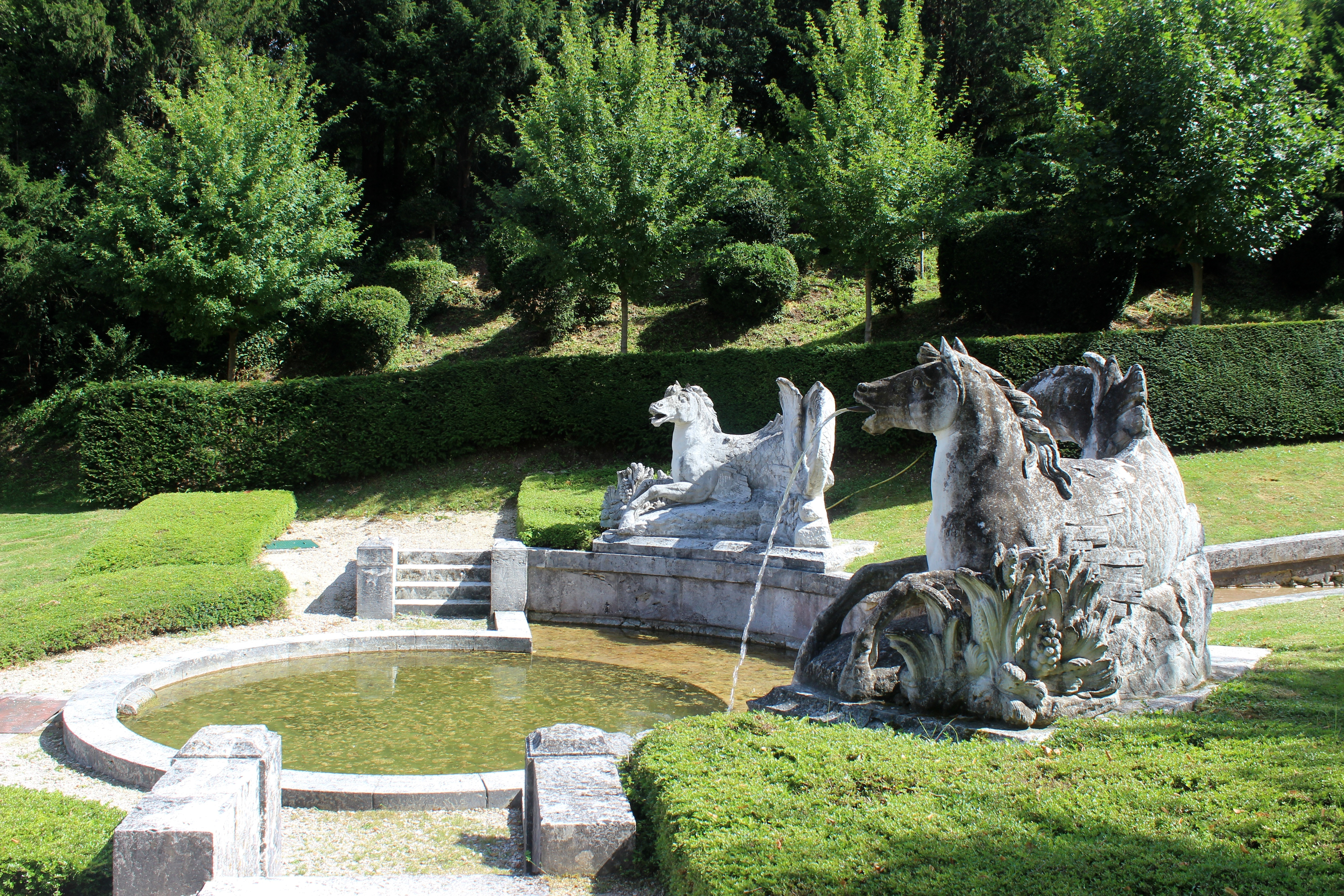
Barocker Brunnen mit Skulpturen, die den Brüdern Slodtz zugeschrieben werden
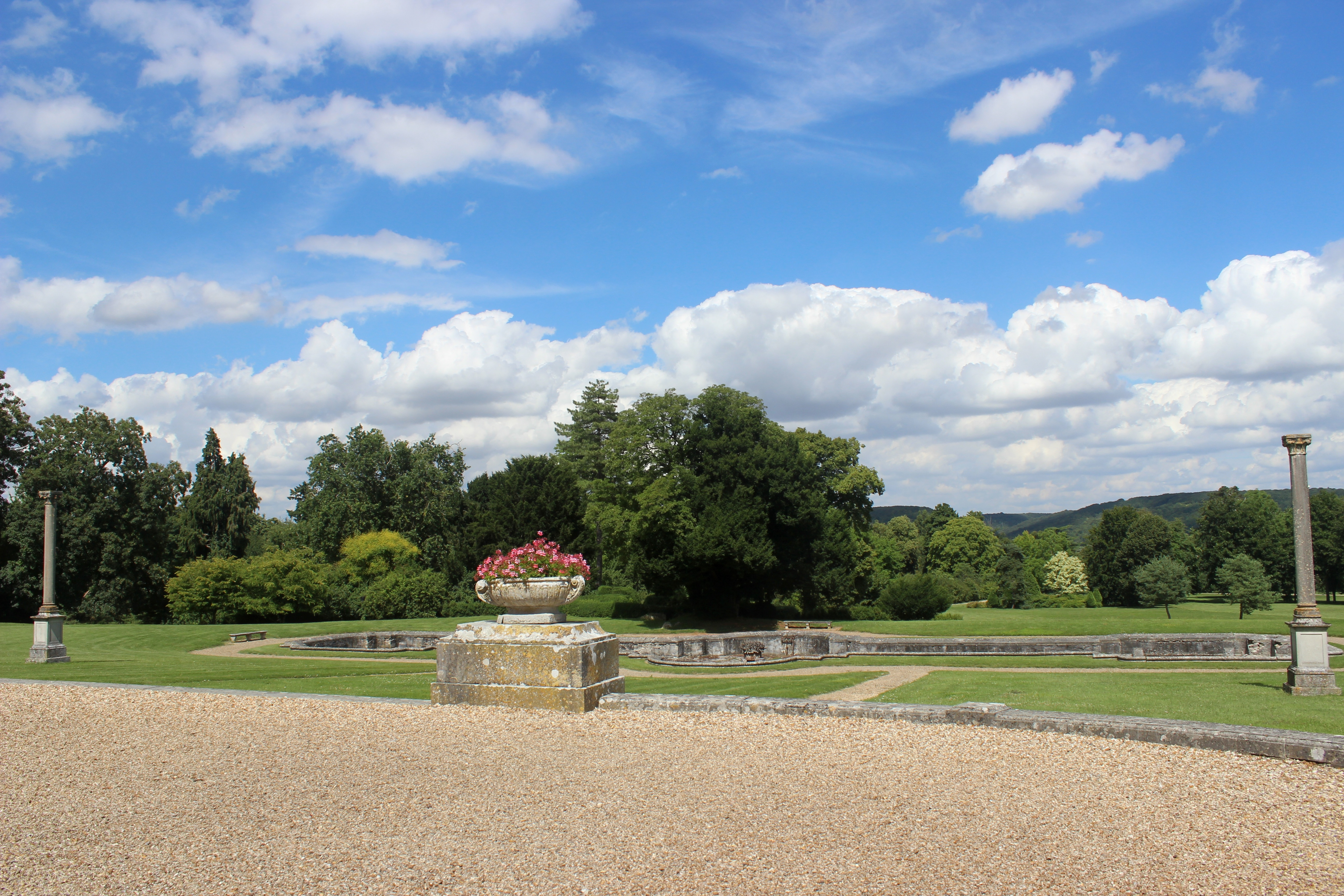
Barockes Wasserbecken im Landschaftsgarten